# Ozamiz
Ozamiz este un oraș component de clasa III din provincia Misamis Occidental, Filipine. Conform recensământului din 2020, are o populație de 140,334 persoane.